# Eleccions a Guinea Bissau
Les eleccions a Guinea Bissau tenen lloc en el marc d'una democràcia multipartidista i un sistema semipresidencialista. Tant el President com l' Assemblea Nacional Popular són elegits directament pels votants.

## Història electoral
Encara que les colònies portugueses elegien els membres de la Assemblea Nacional, no va ser fins a la dècada de 1960 es va crear quan un elegit per a representar el territori de la Guinea Portuguesa. En 1963 es va crear un Consell Legislatiu de 15 escons, encara que només una minoria dels membres eren elegits per un sufragi restringit per l'alfabetització i el requisit de pagament d'impostos.
Es podria dir que les primeres eleccions celebrades amb sufragi universal van ser els organitzades pel Partit Africà per la Independència de Guinea i Cap Verd (PAIGC), un grup rebel independentista que va ocupar la major part del territori a principis de 1970. El PAIGC organitzà una series d'eleccions als consells regionals a les 11 regions que controlava, els membres de les quals foren elegits després a l'Assemblea Nacional. Tot i que la votació va ser oberta a tots els residents majors de 17 anys, als votants se'ls va presentar una llista única de candidats del PAIGC per aprovar o votar en contra. Les llistes foren aprovades pel 97% dels votants.
En el mateix any el Consell Legislatiu es va convertir en Assemblea Legislativa, amb cinc dels 17 membres elegits directament. No obstant això, els requisits de sufragi eren restrictiveus i l'ocupació pel PAIGC de gran part del país va provocar que només 7.824 persones s'enregistressin per votar. Les eleccions es va dur a terme sense candidatures de partit.
Després de la independència formal en 1974 es van dur a terme eleccions parlamentàries entre desembre de 1976 i gener de 1977. Aquestes es van dur a terme utilitzant el mateix sistema electoral que a les eleccions de 1972, encara que en algunes parts de la país els votants van votar a candidats no oficials, el que va fer que el vot al PAIGC fos del 80%. Les eleccions es van dur a terme sota el mateix format en 1984 i 1989, on les llistes del PAIGC foren aprovades pel 96% dels votants (1989).
La democràcia multipartidista es va introduir al maig de 1991, i les eleccions generals es duen a terme després de diverses dilacions en 1994. El president fou escollit per primer cop per vot popular mitjançant un sistema de segona volta; João Bernardo Vieira del PAIGC fou derrotat per un estret marge 52%–48% per Kumba Ialá del Partit de Renovació Social (PRS) en la segona volta. El PAIGC va rebre el 46% dels vots a l'Assemblea Nacional Popular i n'obtingué la majoria d'escons.
Després de la guerra civil provocada per l'enderrocament de Vieira, es van dur a terme eleccions generals per segona vegada a la fi de 1999, amb una segona volta electoral el gener de 2000. Aquest cop Ialá va derrotar el candidat del PAIGC i President en funcions Malam Bacai Sanhá. El PRS va emergir com el partit més gran a l'Assemblea Nacional Popular, però va mantenir només 38 dels 102 escons; el PAIGC va acabar en tercer lloc darrere de la Resistència de Guinea Bissau-Moviment Bafatá.
Ialá va ser enderrocat en un cop d'estat al setembre de 2003, i després de diversos retards, en van convocar eleccions parlamentàries pel març de 2004. El PAIGC va tornar a sorgir com el partit més votat, però no va poder obtenir la majoria d'escons i va formar un govern juntament amb el PRS. L'any següent es van convocar eleccions presidencials, i encara que el candidat del PAIGC Malam Bacai Sanha va rebre la majoria de vots en la primera volta, va ser derrotat en la segona volta per João Bernardo Vieira, qui concorria com a candidat independent.
Les següents eleccions parlamentàries es van dur a terme el 2008 i el resultat fou una victòria aclaparadora del PAIGC, que va obtenir 67 dels 100 escons. Vieira va ser assassinat al març de 2009, i eleccions presidencials van donar la victòria a Sanhá en el tercer intent. Sanhá va morir el gener de 2012, i es convocaren eleccions anticipades per a escollir un successor. La primera ronda es va celebrar al març, però la segona volta entre Carlos Gomes Júnior del PAIGC i Ialá va ser cancel·lada després d'un cop militar el 12 d'abril.
La transició a un govern civil es va acabar en 2014 després que les eleccions generals va veure José Mário Vaz convertir-se en president després de derrotar el candidat independent Nuno Gomes Nabiam a la segona volta, mentre que el PAIGC va retenir la seva majoria parlamentària, guanyant 57 dels 102 escons de l'Assemblea Nacional Popular ampliada.

## Sistema electoral

### President
El president és elegit mitjançant el sistema de segona volta electoral.

### Assemblea Nacional Popular
En el sistema electoral usat entre 1972 i 1989 els votants elegien els consells regionals, que alhora elegien als membres de l'Assemblea Nacional Popular. Els votants només havien de votar a favor o en contra d'una llista única amb candidats del PAIGC, encara que en algunes eleccions votaren a candidats no oficials. Es requeria una participació almenys del 50 % per validar les eleccions a cada sector.
L'actual llei electoral del país fou aprovada el 15 de maig de 1985. L'Assemblea Nacional Popular té 102 membres elegits directament, 100 des de 27 circumscripcions plurinominals, amb cuna circumscripció uninominal que representa als ciutadans viuen a Àfrica, i una pels ciutadans que viuen a Europa. Els votants estan obligats a tenir almenys 18 anys i tenir la ciutadania de Guinea Bissau, mentre que els candidats havien de tenir almenys 21 anys.